# Agustín Farías
Carlos Agustín Farías, meglio noto come Agustín Farías (Azul, 25 dicembre 1987), è un calciatore argentino, centrocampista dell'Universidad Católica.

## Palmarès

### Club

#### Competizioni nazionali
- Campionato cipriota: 1

APOEL: 2017-2018
- Copa Chile: 1

Palestino: 2018